# Fiat 806
La Fiat 806 Spinto Corsa, a volte anche descritta come Fiat 806 Grand Prix o Fiat 806/406, era una vettura da competizione realizzata dalla casa torinese nel 1927, che rappresentò la prima monoposto da Grand Prix mai costruita. Per la Fiat fu anche l'ultima.

## Il contesto
Nel 1923 l'abilità persuasoria di Enzo Ferrari, all'epoca pilota e factotum dell'Alfa Corse, aveva strappato Vittorio Jano e il suo entourage tecnico alla Fiat, per portarlo all'Alfa Romeo. Dopo la sonora sconfitta al Gran Premio di Lione del 1924, sentendosi tradito, Giovanni Agnelli prese una delle sue decisioni d'impeto: ritirò la squadra corse Fiat dai Gran Premi e sospese la costruzione della nuova vettura da Grand Prix, progettata dai giovani ingegneri Tranquillo Zerbi e Alberto Massimino.
La scelta aveva però favorito l'Alfa Romeo che, in assenza della rivale, iniziò a collezionare una serie di importanti vittorie sportive che ne incentivarono le vendite a discapito della Fiat.
Decisa a rompere la supremazia dell'Alfa Romeo P2, nel 1927 la dirigenza Fiat diede ordine al Reparto costruzioni speciali di mettere in cantiere una vettura in grado di compiere tale impresa, dimostrando la mantenuta competitività della casa torinese.
Peraltro, il nuovo regolamento internazionale della Formula Grand Prix aveva diminuito la cilindrata massima da 2.000 a 1.500 cm³ e l'ultima versione del precedente modello "805" era ormai giunto alla massima evoluzione possibile. Era quindi necessario realizzare una vettura completamente nuova. Zerbi e Massimino rispolverarono un precedente progetto, probabilmente realizzato da Giulio Cesare Cappa, modernizzandolo con numerose modifiche.

## La tecnica
Sia il motore che il telaio vennero pensati per superare, in originalità e rendimento, i limiti stabiliti dalla tecnica dell'epoca.
Per il propulsore furono ideati due semiblocchi da sei cilindri in linea da accoppiare, per formare un motore a dodici cilindri con disposizione a U. La distribuzione era a due valvole in testa, comandata dai tre alberi a camme soprastanti e la sovralimentazione era fornita da un compressore tipo Roots.
La parte più innovativa, però, era nel telaio e nella carrozzeria. Allo scopo di abbassare il baricentro i due tecnici pensarono di sistemare il gruppo motore-cambio non più appoggiato ai due longheroni portanti del telaio, ma inserito tra questi, anche conferendo una maggiore rigidità torsionale. La soluzione comportò una minore distanza tra i longheroni che non consentiva uno spazio sufficiente per il tradizionale abitacolo a due posti, né per separare l'abitacolo dal vano motore con il classico cruscotto. Tuttavia, la migliorata affidabilità dei propulsori aveva ormai reso superflua la presenza del copilota-meccanico, almeno per quanto riguardava le gare di breve durata, e venne deciso di eliminare il sedile a fianco del pilota, così creando la prima monoposto da Gran Premio nella storia dell'automobilismo. Quanto alla contiguità tra l'abitacolo pilota e il vano motore, si provvide a dotare il volante di paratia concentrica in tela, fissata al piantone dello sterzo, che proteggeva il viso del pilota dagli schizzi d'olio fuoriuscenti da motore.
In tutto furono costruiti 4 motori a dodici cilindri "Tipo 406" e un solo telaio "Tipo 806".

## La vettura
Rispetto alle specifiche tecniche dell'epoca, la Fiat 806 si fece subito notare per l'altezza dal suolo e la sezione frontale assai ridotte. La casa dichiarava una potenza di 187 CV a 8.500 giri/min e una velocità di circa 240 km/h, con un consumo medio di circa 35 litri ogni 100 km.
Dotata di cambio a 4 marce e retromarcia, vantava sospensioni ad assale rigido con ammortizzatori a frizione e freni a tamburo sulle quattro ruote comandati meccanicamente e assistiti da servofreno.
Impreziosita da tante novità tecniche e con un motore di esuberante potenza specifica, la "806" rivelò subito al collaudatore Carlo Salamano, la difficoltà di messa a punto e la fragilità del propulsore agli sforzi prolungati. Senza contare l'inadeguatezza della componentistica di allora, rispetto alle prestazioni. Venne così deciso di limitare la potenza di esercizio a 160 CV.
Per questi motivi si decise di iscrivere la vettura al Gran Premio di Milano, sulla distanza di 50 km, e non al Gran Premio d'Europa, sulla distanza di 500 km. Entrambe le gare si disputavano, consecutivamente, il 4 settembre 1927 sul Circuito di Monza.
Il rinnovarsi della sfida al vertice tra I FIAT e Alfa Romeo portò sul circuito una folla strabocchevole, nonostante la giornata di pioggia fitta e insistente. Oltre al rientro in Patria di Pietro Bordino - tornato per l'occasione dagli USA, dove si era trasferito dopo il ritiro della Fiat dalle corse - contribuiva a richiamare la folla anche la presenza al Gran Premio di Milano di acclamati assi del volante come Giuseppe Campari, Aymo Maggi, Emilio Materassi e Tazio Nuvolari.
Le condizioni della pista, dovute alla pioggia erano particolarmente sfavorevoli alla Fiat 806 e al suo motore super-frazionato che certo non poteva eccellere in elasticità e dolcezza di erogazione. Tuttavia, grazie alla superiore stabilità del nuovo telaio, Bordino vinse le batterie eliminatorie, assicurandosi per la finale quella che oggi verrebbe definita la pole position e conquistò la vittoria, davanti all'Alfa Romeo P2 di Campari e alla Bugatti T35 di Maggi, infliggendo un distacco di oltre un minuto al secondo classificato e cogliendo anche il giro più veloce dell'intera giornata motoristica, alla media di 155,410 km/h.

## L'ordine di rottamazione
Dopo questa prova di competitività, tutto faceva ben sperare per la stagione sportiva del 1928, ma la Fiat considerò conclusa l'esperienza dimostrativa e annunciò nuovamente in suo ritiro della Formula Grand Prix che, quella volta, fu definitivo.
L'ordine di distruzione del prototipo e del materiale a corredo giunse direttamente dal senatore Agnelli. La Fiat 806 e i motori di scorta furono smembrati per recuperare le parti riutilizzabili e il resto finì sotto la pressa, destinato alla fonderia. A documentare la progenitrice delle moderne monoposto da Formula 1, rimangono solo poche fotografie.